# Anteon brachycerum
Anteon brachycerum är en stekelart som först beskrevs av Johan Wilhelm Dalman 1823.  Anteon brachycerum ingår i släktet Anteon, och familjen stritsäcksteklar. Arten är reproducerande i Sverige.